# TIA-423
TIA-423, también conocido como EIA-423 o RS-423, es una norma técnica publicada conjuntamente por la Asociación de la Industria de Telecomunicaciones y la Alianza de Industrias Electrónica (TIA / EIA) que especifica características eléctricas de un circuito de señalización digital. Aunque originalmente se pensó como un sucesor de RS-232C con una norma que ofrecía longitudes de cable más largas, no se usa ampliamente. Los sistemas TIA-423 pueden transmitir datos por cables de aproximadamente 1,000 metros. Está estrechamente relacionado con TIA-422, que utiliza los mismos sistemas de señalización pero con una disposición de cableado diferente. TIA-423 se diferencia principalmente en que tiene un solo conector de retorno en lugar de uno para cada línea de datos.
TIA-423 especifica una interfaz no balanceada (polarizada), similar a RS-232, con un solo emisor unidireccional y permite hasta 10 receptores. Normalmente se implementa con tecnología de circuitos integrados y también se puede emplear para el intercambio de señales serie binarias entre DTE y DCE .

## Ámbito de la norma
TIA-423 es la abreviación común de la norma del Instituto Nacional Estadounidense de Estándares (ANSI) norma ANSI/TIA/EIA-423 Características Eléctricas de Circuitos de Interfaz de Voltaje no Balanceada y su equivalente internacional ITU-T Recomendación T-REC-V.10, también conocido como X.26. Estas normas técnicas especifican las características eléctricas del circuito de interfaz digital de voltaje no balanceada. TIA-423 especifica la transmisión de datos, utilizando líneas de transmisión no balanceadas, unidireccionales / no reversibles, terminadas o no terminadas, punto a punto o multipunto.

## Características

Directrices sobre longitud del cable vs. velocidad de datos.

TIA-423 está estrechamente relacionado con la norma TIA-422, las cuales usan el mismo sistema de señalización general, pero se diferenciaban en que la 422 tenía una línea de retorno dedicada para cada conector de datos, mientras que 423 usaba una sola línea de retorno. El uso de una tierra común es una debilidad del RS-423 (y RS-232 ): si los dispositivos están lo suficientemente separados o en sistemas de energía separados, la tierra se degradará entre ellos y las comunicaciones fallarán, lo que resultará en una condición que es difícil de rastrear.
TIA-423 especifica las características eléctricas de una única señal no balanceada. La norma fue escrita para ser referenciada por otras normas que especifican la interfaz DTE / DCE completa para aplicaciones que requieren un circuito de voltaje no balanceado para transmisión de datos. Estas otras normas definirían protocolos, conectores, asignaciones de pines y funciones. Las normas como EIA-530 ( conector DB-25 ) y EIA-449 ( conector DC-37 ) utilizan señales eléctricas TIA-423.

## Aplicaciones
La computadora BBC Micro usó RS-423 con un conector DIN de 5 pines. DEC lo usó ampliamente con un conector Jack Modular Modificado. Se le llamaba habitualmente "DEC-423".